# Gmina Škocjan
Škocjan – gmina w Słowenii. W 2002 roku liczyła 3035 mieszkańców.

## Miejscowości
Miejscowości wchodzące w skład gminy Škocjan:

- Bučka
- Čučja Mlaka
- Dobrava pri Škocjanu
- Dobruška vas
- Dolenje Dole
- Dolenje Radulje
- Dolnja Stara vas
- Dule
- Gabrnik
- Gorenje Dole
- Gorenje Radulje
- Goriška Gora
- Goriška vas pri Škocjanu
- Gornja Stara vas
- Grmovlje
- Hrastulje
- Hudenje
- Jarčji Vrh
- Jelendol
- Jerman Vrh
- Klenovik
- Mačkovec pri Škocjanu
- Male Poljane
- Močvirje
- Osrečje
- Ruhna vas
- Segonje
- Stara Bučka
- Stopno
- Stranje pri Škocjanu
- Škocjan – siedziba gminy
- Štrit
- Tomažja vas
- Velike Poljane
- Zaboršt
- Zagrad
- Zalog pri Škocjanu
- Zavinek
- Zloganje